# متحف بيروت الوطني
متحف بيروت الوطني (بالإنجليزية: National Museum of Beirut)‏ هو المتحف الرئيسي للآثار في لبنان، يقع في العاصمة بيروت. بُدئت مجموعة المتحف بعد الحرب العالمية الأولى وافْتُتِحَ رسميًا في عام 1942، وذلك بعد تشكيل لجنة أصدقاء المتحف برئاسة بشارة الخوري عام 1923 لجمع الأموال اللازمة لبناء المتحف، ووفق الخطة التي قدمها المهندسان أنطوان نحاس وبيار لوبرنس رينجي بُني المتحف على قطعة أرض تبرعت بها البلدية بالقرب من ميدان سباق الخيل في بيروت، يضم المتحف مجموعاتٍ يصل عددها حوالي 100 ألف قطعة معظمها آثار وموجودات من العصور الوسطى من الحفريات التي اضطلعت بها المديرية العامة للآثار، وتعرض حوالي 1300 قطعة أثرية تتراوح في تأريخها ما بين عصور ما قبل التاريخ وفترة المماليك في العصور الوسطى.
خلال الحرب الأهلية اللبنانية بدءاً من عام 1975 وقع المتحف على خط التماس الذي يفصل بين الميليشيات المتحاربة والجيشين الإسرائيلي والسوري، فعانى مبناه ومجموعته من أضرار جسيمة ولكن أنقذت معظم القطع الأثرية من خلال تدابيرَ وقائيةٍ. بدأت الخطط الأولى للترميم عام 1992 من قبل ميشال إده وزير الثقافة والتعليم العالي ذلك الوقت، وفي عام 1995 قامت وزارة الثقافة ومديرية الآثار بوضع خطة عمل على أربع مراحل للترميم.

## الموقع والمرافق المحيطة
يقع المتحف في بيروت عند تقاطع شارع عبد الله اليافي مع طريق الشام محاطًا بمضمار سباق بيروت ومبنى المديرية العامة للآثار، حيث تُحاط قاعة الدخول الواقعة بالطابق الأرضي بمسرح صغير ومتجر هدايا.

## التاريخ

### أصل المتحف
في عام 1919 عُرضت مجموعة صغيرة من القطع الأثرية القديمة التي جمعها ريمون ويل -الضابط الفرنسي المقيم في لبنان- في قاعة من قاعات دار الراهبات الألمانيات. في شارع جورج بيكو وسط العاصمة بيروت، خلال ذلك بدأ أحد رواد خدمة الآثار والفنون الجميلة في تجميع آثار من المنطقة المحيطة ببيروت. اتسعت المجموعة الأولية بسرعة لتشمل العصور القديمة المتتابعة مع إضافة موجودات من الحفريات التي قام بها الدكتور جورج كونتيناو في صيدا وإرنست رينان في صيدا وصور وجبيل وطرابلس. شملت تبرعات المجموعات الخاصة كلاً من: تبرعات مجموعة هنري سيريج للعملات المعدنية، والجنرال ماكسيم ويغان في عام 1925، والدكتور جورج فورد -مدير مدرسة الإرسالية الأمريكية في صيدا- في عام 1930.

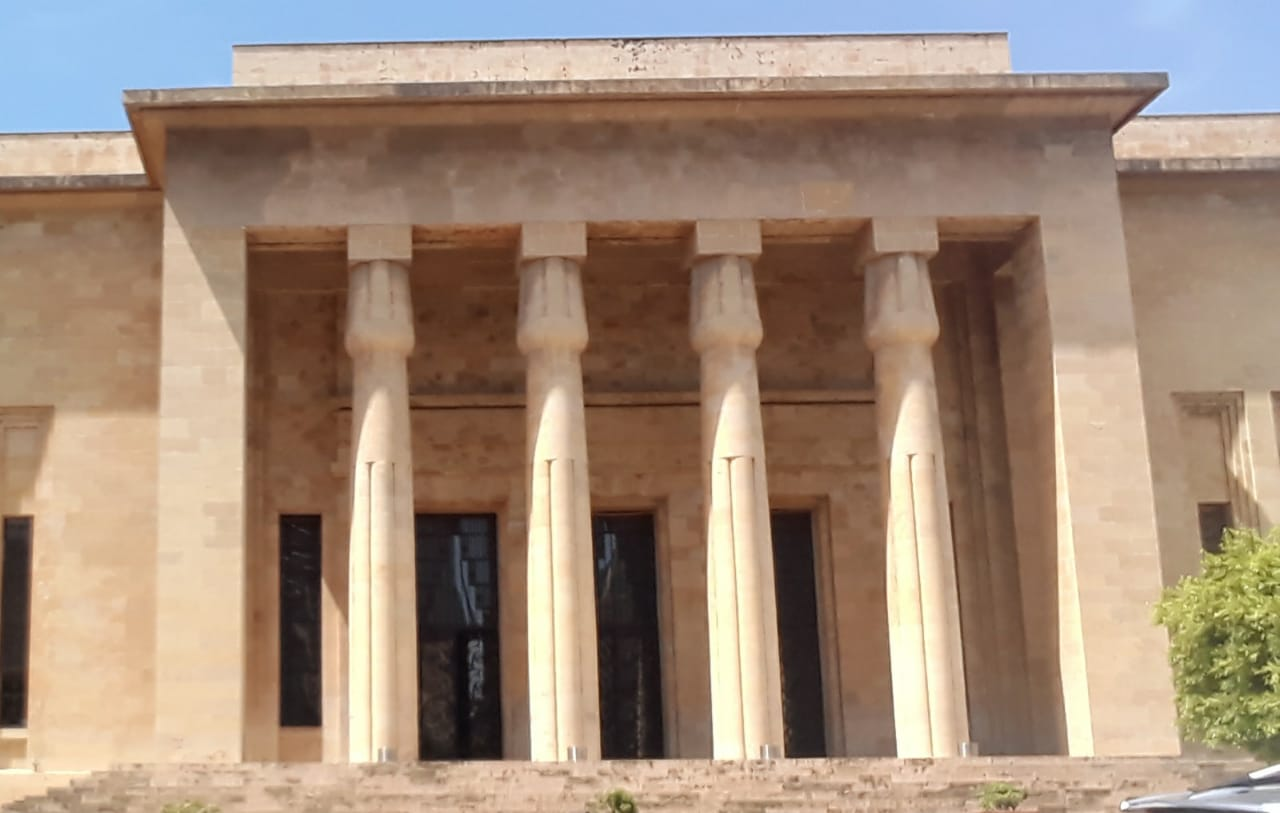
واجهة متحف بيروت

### تأسيسه

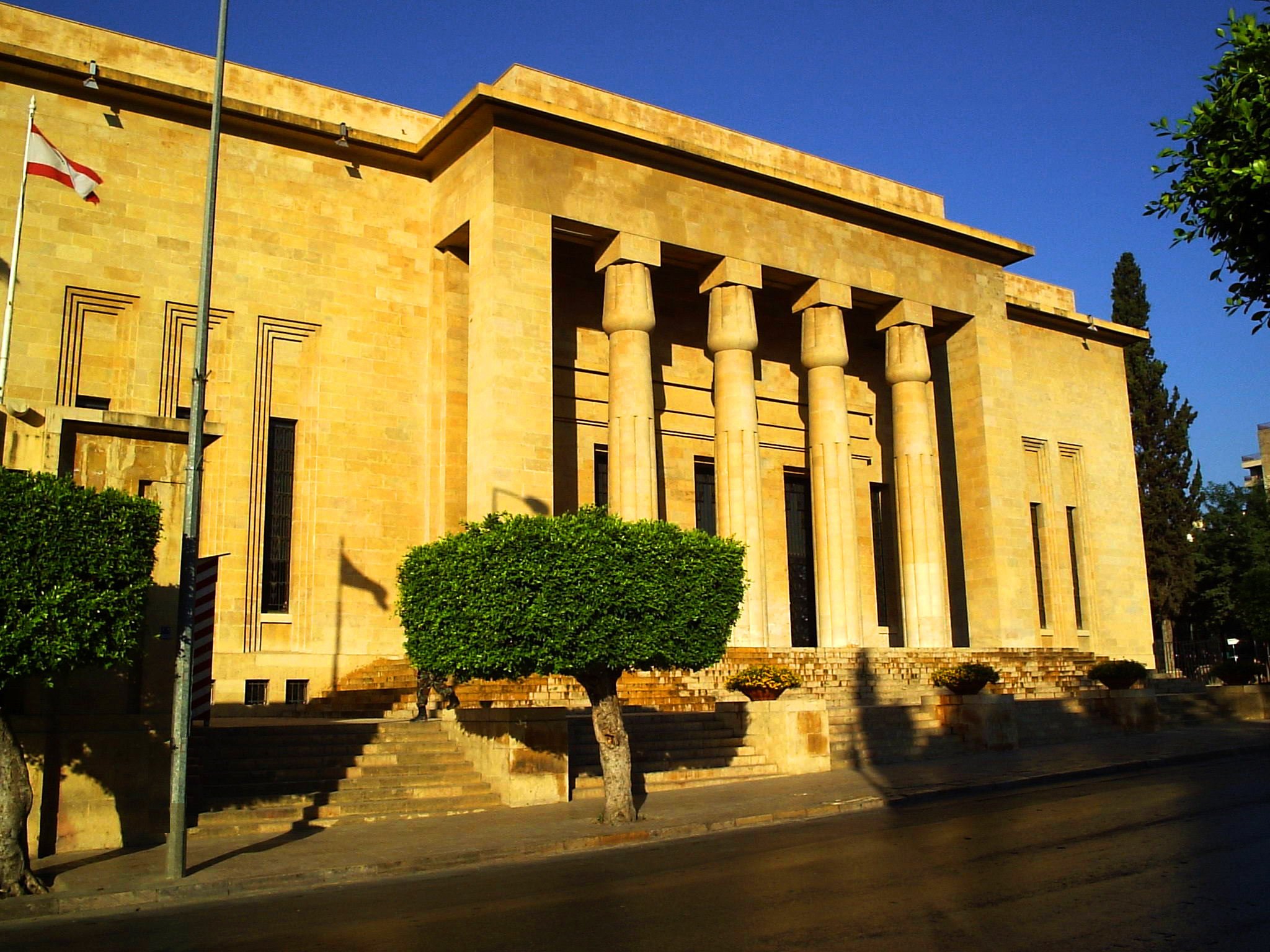
المتحف الوطني ببيروت

عام 1923 أنشئت «لجنة أصدقاء المتحف» برئاسة بشارة الخوري -رئيس الوزراء ووزير التعليم والفنون الجميلة- وقد شكلت لجمع الأموال لبناء متحف وطني، وتألفت اللجنة التأسيسية من عمر الداعوق وهنري فرعون وفؤاد غصن وسليم إده وأسعد يونس ووفيق بيضون وجاك ثابت وبيار دودج والأب موتارد وجورج فيسيه والأمير موريس شهاب. قبلت اللجنة المخططات التي قدمها المهندسان المعماران أنطوان نحاس وبيار لوبرنس رينجي، بدأ البناء عام 1930 على قطعة أرض تبرعت بها بلدية بيروت بالقرب من ميدان سباق الخيل، وانتهى عام 1937، وكان مقرراً افتتاحه في عام 1938 ولكن أجِّل بسبب الوضع السياسي الذي سبق الحرب العالمية الثانية، أخيرًا افتتح متحف بيروت الوطني في 27 مايو 1942 من قبل الرئيس ألفرد جورج النقاش. إلى عام 1928 كان الحفاظ على المتحف الوطني مسؤولية شارل فيريود -مدير خدمة الآثار- وفيليب دي طرازي -المحافظ اللبناني للمكتبة الوطنية-، واستمرت المجموعة في النمو تحت إشراف الأمير موريس شهاب –أمين المتحف لمدة 33 عامًا- حتى بداية الحرب الأهلية اللبنانية في عام 1975.

### دمار المتحف وإغلاقه

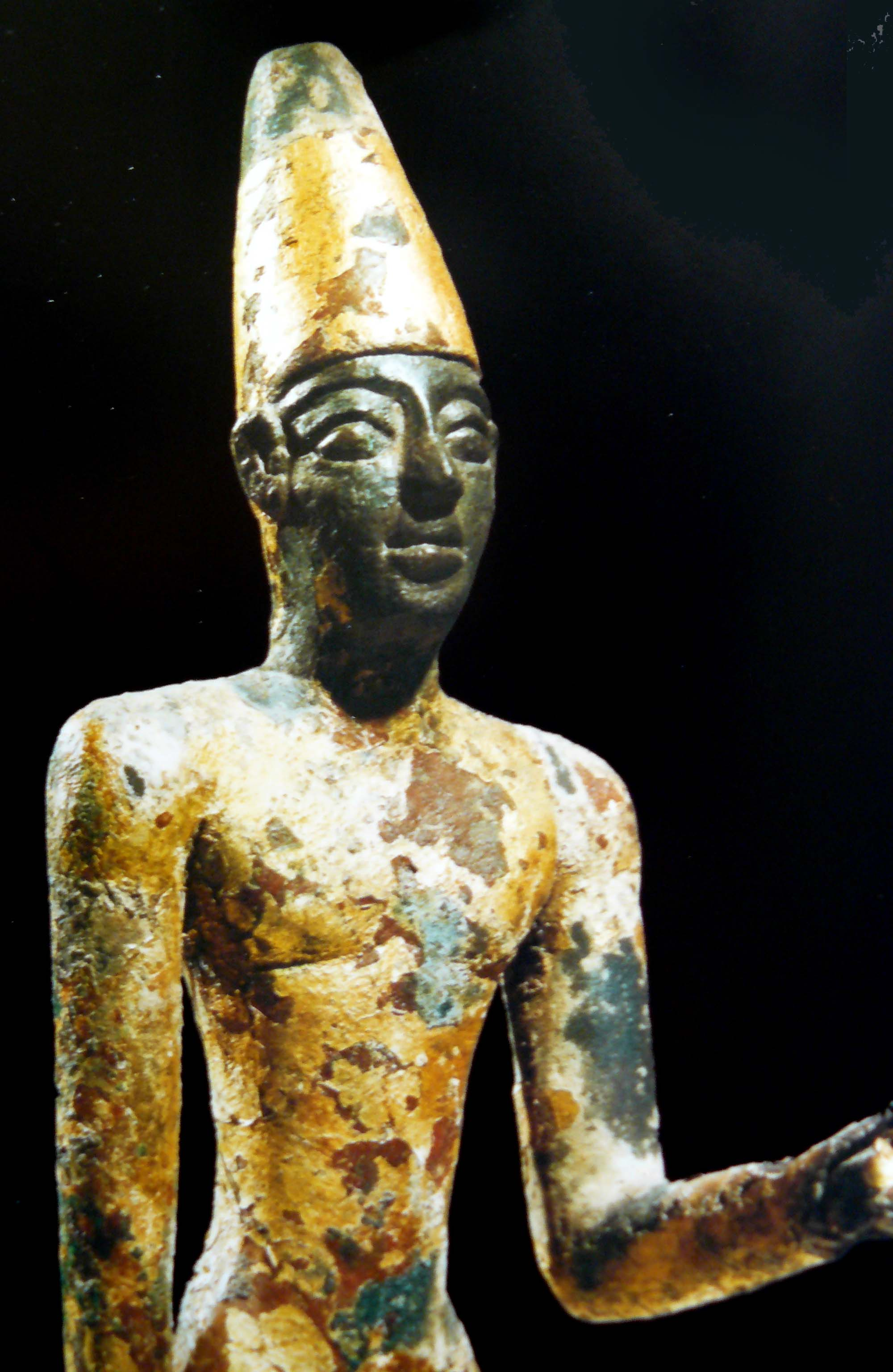
تمثال برونزي مذهب للربة الفينيقية «رشف» المكتشف في جبيل. يعود لما بين القرنين الثامن عشر-التاسع عشر قبل الميلاد

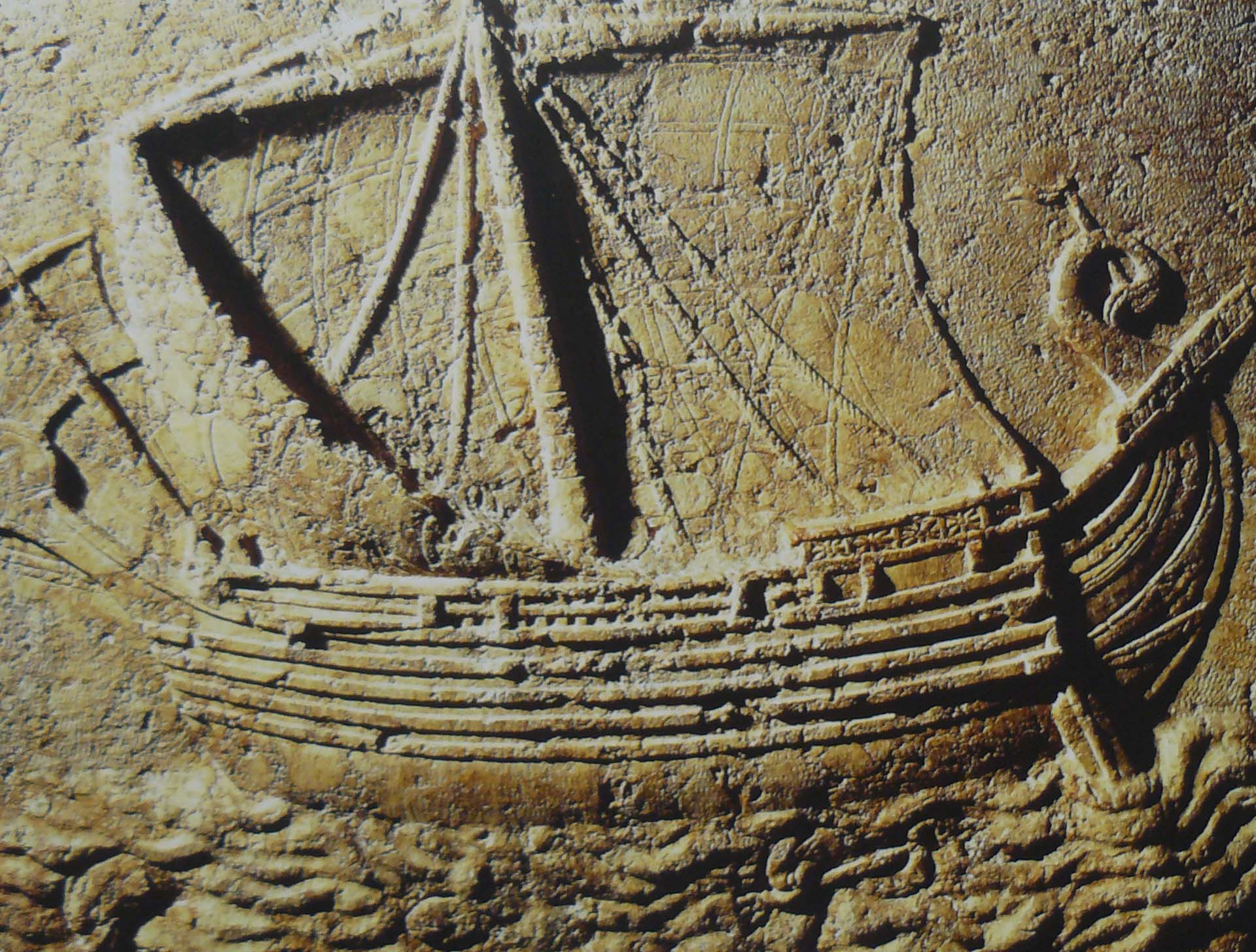
تفاصيل من نعش تُظهر سفينة فينيقية في صيدا يعود للقرن الثاني الميلادي

عام 1975 مع اندلاع الحرب اللبنانية تم تقسيم بيروت إلى منطقتين متعارضتين، فكان المتحف الوطني والمديرية العامة للآثار على خط التماس الذي يفصل بين الميليشيات المتحاربة والجيوش، وسرعان ماساءت الأوضاع في المنطقة المجاورة للمتحف حيث تعرض المتحف للقصف الشديد وتحول إلى ثكنات للمقاتلين، فأضحت منطقة المتحف نقطة تفتيش تسيطر عليها ميليشيات لبنانية مختلفة أو الجيش السوري أو الإسرائيلي الذين فتحوا وأغلقوا الطريق تحت هدنة لم تدم طويلاً، قررت السلطات إغلاق المتحف، وبُدئ بالتدابير الوقائية الأولى داخله بواسطة الأمير موريس شهاب وزوجته، خلال مناوشات إطلاق النار بالتناوب مع لحظات الهدنة، وأزيلت القطع الأثرية الصغيرة المعرضة للدمار من واجهة المبنى وأخفيت في حجرات التخزين في السرداب الذي تم تسويره بعد ذلك بحيث يحظر الوصول إلى الطوابق السفلية، وفي الطابق الأرضي كانت توجد الفسيفساء التي تم تثبيتها على الأرض مغطاة بطبقة من الخرسانة، وكانت التماثيل والنعوش محميةً بأكياس الرمل، وعندما وصل الوضع إلى أسوأ حالاته عام 1982 كانت التحف الأثقل مغطاة بالخشب والخرسانة.

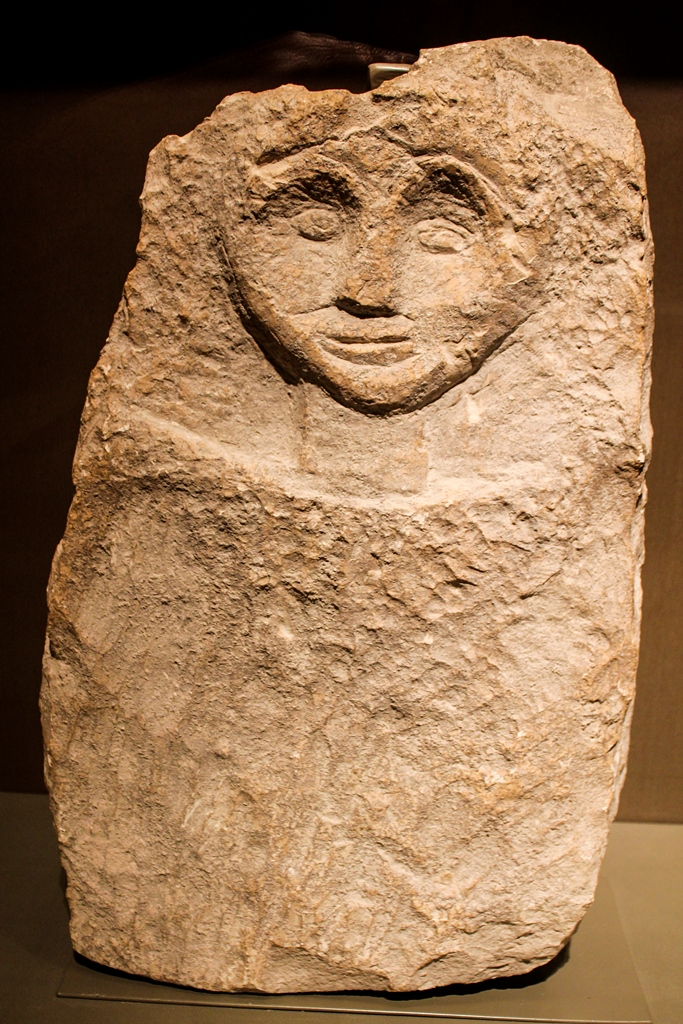
شاهدة قبر فينيقية

عندما أُعلن وقف إطلاق النار النهائي عام 1991 كان المتحف والمديرية العامة للآثار يقتربان من الدمار؛ فقد غُمِر المتحف بمياه الأمطار وأُصيبت الواجهة الخارجية بعلامات من الطلقات وحفر من القذائف، وقام رجال الميليشيات الذين احتلوا المبنى بتغطية الجدران الداخلية بالنقوشات، كانت مجموعة المتحف في حالة خطيرة للغاية أيضًا؛ فقد تُركت القطع الأثرية في المخازن لأكثر من خمسة عشر عامًا في بيئة غير ملائمة تمامًا، فقد بني المتحف على منسوب مياه جوفية مرتفع الأمر الذي تسبب في زيادة خطيرة في الرطوبة وتجمُّع المياه داخل المخازن، وتركت القطع الأثرية الحجرية الكبيرة في أغلفة الطوارئ دونما تهوية مما جعل آثار التآكل من الأملاح مرئية على الحواف السفلية للآثار الحجرية، ودمر الجناح المجاور للمديرية العامة للآثار بالقذائف، كما دُمرت وثائق مثل الخرائط والصور الفوتوغرافية والسجلات إضافة إلى 45 صندوقًا يحتوي على قطع أثرية، وفُقدت جميع معدات المختبرات، وخلال الحرب نهبت بعض الآثار التي تعرض الآن في المتاحف التركية وأخرى بيعت بالمزاد العلني، ومما يثير السخرية أن هذه الآثار التي سُرقت من المتاجر الخارجية -خاصة في جبيل وصيدا- كان قد احتفظ بها لتجنب الضرر والنهب.

جانب من الدمار الذي لحق بمتحف بيروت الوطني

### ترميم المتحف وإعادة افتتاحه
كانت الخطط الأولى لترميم المتحف الوطني عام 1992 من طرف ميشال إده وزير الثقافة والتعليم العالي وقتئذ. رفض كميل أسمر -المدير العام للآثار- اقتراحًا بهدم الجدران الخرسانية والأغلفة التي كانت تحمي الآثار الوطنية نظرًا لأن المتحف كان لايزال يفتقر إلى الأبواب والنوافذ لمنع المزيد من النهب، وتبرع غسان تويني بالمال لصنع الباب الرئيسي الضخم الجديد للمتحف، وعقب وضع الأبواب والنوافذ اتخذ قرار هدم الجدار الخرساني الذي يحمي مدخل السرداب.
مع بداية عام 1995 ارتفعت السقالات لترميم الواجهات الخارجية، وبدأت في الوقت نفسه ورشة داخلية في مكاتب الإدارة والموظفين وفي الطابقين الأرضي والسفلى بتمويل من «لجنة اصدقاء المتحف»، وأثناء الاحتفالات باليوبيل الذهبي للاستقلال عام 1995 جرى افتتاح رمزي للمتحف بحضور رئيس الجمهورية وقتها إلياس الهراوي، وأقيم معرض رسوم تحت عنوان ”المتحف الوطني ماضيًا ومستقبلًا. تراثنا المشرّد فلنحتضنه”، وسمح للجمهور بالدخول للمرة الأولى بعد 20 عامًا من غلقه.
وقامت وزارة الثقافة ومديرية الآثار بوضع خطة عمل توزعت على 4 مراحل شملت:
- ترميم الواجهات الخارجية
- رفع مكعبات الإسمنت عن القطع الأثرية الكبيرة
- فتح المستودعات تحت الأرض ووضع جردة بالقطع الصغيرة وترميمها بمساعدة مختصِّين بريطانيين
- تصميم صالات العرض الذي وضعه المعماري الفرنسي جان- ميشال فيلموت.[6]

وعام 1996 انتقلت السقالات من الواجهات الخارجية إلى الداخل، وبدأت ورشة تأهيل الصالة الكبرى في الطابق الأرضي، وفي 24 نوفمبر 1997 ضمن الاحتفالات بعيد الاستقلال أقيم افتتاح كبير للمتحف الوطني بحضور رئيس الجمهورية إلياس الهراوي ورئيس الحكومة رفيق الحريري، ونال الحدث لأهميته تغطية إعلامية عالمية، وعلى مدى سبعة أشهر ونصف الشهر فتح المتحف أبوابه بشكل مؤقت للجمهور بعد غلق دام 21 عامًا، واستقبل حوالي 50 ألف زائرٍ، لكن اقتصر الاستقبال على القاعات الأربع في الطابق الأرضي حيث تم عرض القطع الاثرية الكبيرة والمتوسطة الحجم من نواويس وتماثيل وأعمدة وتيجان وغيرها. وفي 15 يوليو 1998 أعلنت رئيسة المؤسسة الوطنية للتراث منى الهراوي غلق المتحف لمدة 5 أشهر لإنجاز المرحلة الثانية من مشروع التأهيل الذي شرعته المؤسسة، وفي 8 أكتوبر عام 1999 انتهى العمل وأعيد فتح الطابقين الأرضي والأول بعد 6 أعوام من العمل المتواصل بتكلفة وصلت إلى 5,500 مليون دولارًا وبتنسيق بين القطاعين العام والخاص ومساهمات وتقديمات الأفراد والمؤسسات، كما نظَّمت «المؤسسة الوطنية للتراث» سلسلة أنشطة ثقافية وحفلات موسيقية داخل صالة المتحف عاد ريعها لتمويل خطة تأهيله وترميمه، كذلك قامت «لجنة اصدقاء المتحف-فرع لندن» برئاسة الدكتورة كلود ضومط سرحال بنشاطات في الداخل والخارج لجمع التبرعات للغاية نفسها.
وقد حلت المشكلة المزمنة -التي عانى منها المتحف بسبب موقعه المنخفض- والمتمثلة في تجمُّع المياه الجوفية في الطابق السفلي وقاعاته إذ كان ارتفاعها يبلغ أحيانًا المتر، وتؤدي إلى ارتفاع نسبة الرطوبة فتصل إلى 98 بالمئة، وتتسرب إلى المستودعات فتغمر القطع الأثرية وتُسبب أضرارًا جسيمة لها تؤدي إلى تلفها، وتمكن مجلس الإنماء والإعمار عام 1998 من سحب المياه وصرفها وإعادة تجهيز المستودعات وعزلها عن الرطوبة بتكليف من وزارة الثقافة مما سمح لمديرية الآثار بتأهيل هذا الطابق لإقامة صالة الفن الجنائزي عبر العصور لتتكامل مع القاعة التي خصصت لجداريات صور المدفنية وسُميت على اسم الأمير موريس شهاب تكريمًا له وتحقيقًا لرغبته بتخصيص الطابق السفلي للفن الجنائزي، واستغرقت الأعمال سنتين بتمويل إيطالي بلغ مليونين و20 ألف يورو. وفي 8 أكتوبر 1999 أُعيد افتتاح المتحف للجمهور تحت رعاية الرئيس إميل لحود.
تم تنفيذ إعادة تأهيل المتحف الوطني من قبل وزارة الثقافة والمديرية العامة للآثار ومؤسسة التراث الوطني، وتخطيط المهندس المعماري والمخطط الحضري الفرنسي جان ميشيل ويلموت. بدأت عام 1999 الحكومة اللبنانية حملة واسعة لاستعادة الآثار التي سُرقت أو جرت المتاجرة بها خلال الحرب الأهلية، واسترد العديد من القطع الأثرية من المستودعات أو المنازل الخاصة بموجب القانون اللبناني الذي ينص على أن أي قطعة عمرها أكثر من 300 عام تعود للدولة، وعام 2011 نقل مختبر ترميم الطابق الأرضي وافتتحت قاعة عرض جديدة للجمهور سُميت باسم الأمير موريس شهاب.

## إعادة افتتاح القبو

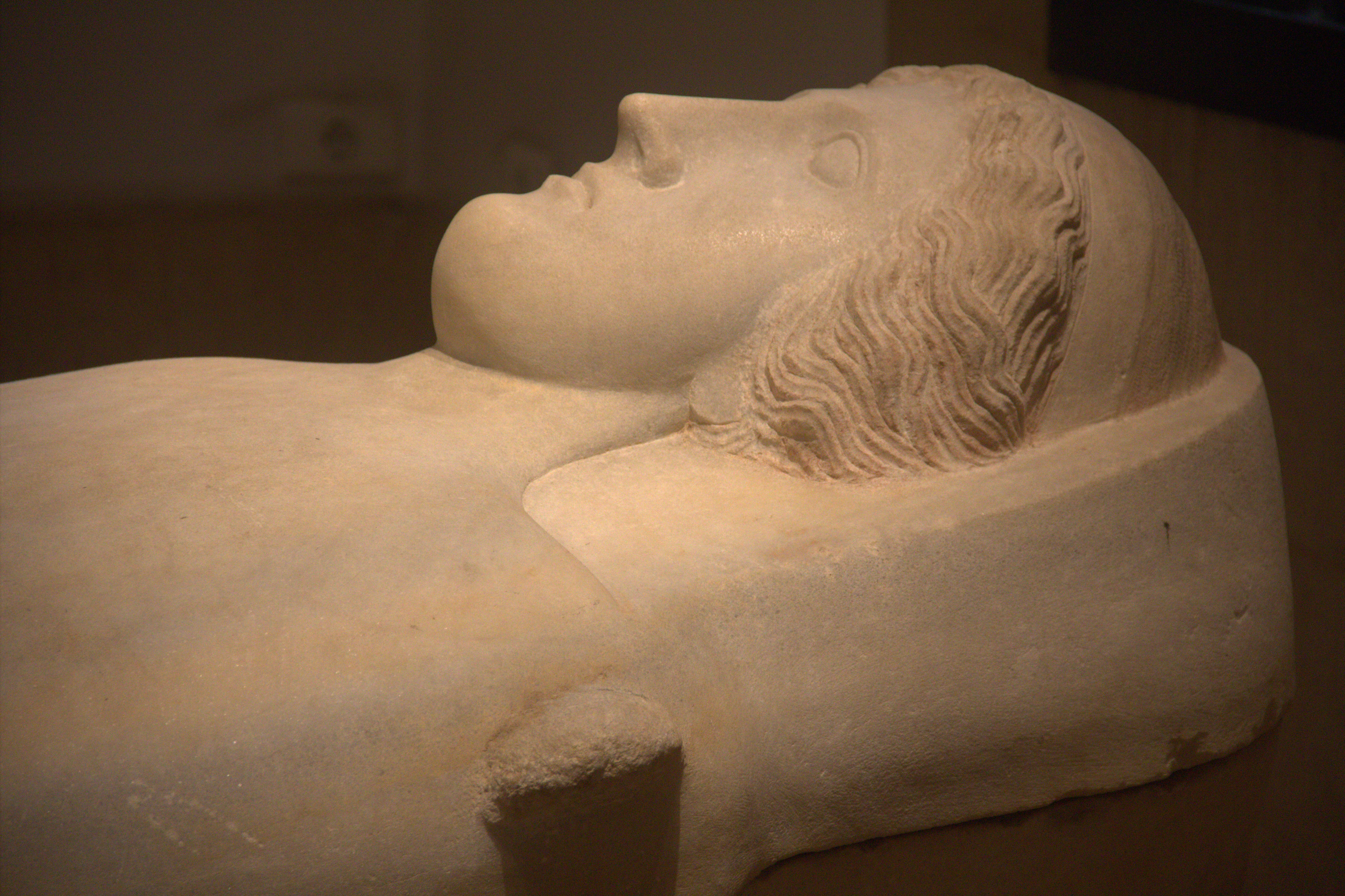
أحد النعوش الرخامية المجسمة من مجموعة فورد من القرن الرابع قبل الميلاد

كان مُقرراً افتتاح معرض تحت الأرض في نوفمبر 2010، ولكنه أجّلَ لصعوباتٍ فنية ومالية. بُدئ بأعمال الترميم في طابق تبلغ مساحته 700 م2 أو (7,500 قدم مربع2) في عام 2014 بمبادرة من وزير الثقافة اللبناني روني عريجي ونُفذت بدعم مالي وفني من «الوكالة الإيطالية للتعاون الإنمائي» التي قدمت 1,2 مليون يورو للمشروع، وأخيرًا أُعيد فتح الطابق السفلي (القبو) في 7 أكتوبر 2016 بحفل رسمي بحضور تمام سلام -رئيس الوزراء اللبناني- وباولو جينتيلوني -وزير الخارجية والتعاون الدولي الإيطالي.
تعرض مجموعة الطابق السفلي فنونًا وممارسات جنائزية تنتمي لما قبل التاريخ وحتى العصر العثماني، وتشمل أبرز مقتنيات المجموعة 31 نعشًا فينيقيًا مجسمًا من مجموعة فورد، ولوحة جدارية مائية تصور السيدة مريم والدة يسوع -مؤرخة في عام 240م- والتي يُعتقد أنها إحدى أقدم لوحات السيدة مريم المُكتشفة في العالم، ومن القطع الأثرية الأخرى المومياوات المارونية المحفوظة بشكل طبيعي في مغارة «عاصي الحدث» في وادي قاديشا ومقبرة صور.

## الهندسة المعمارية

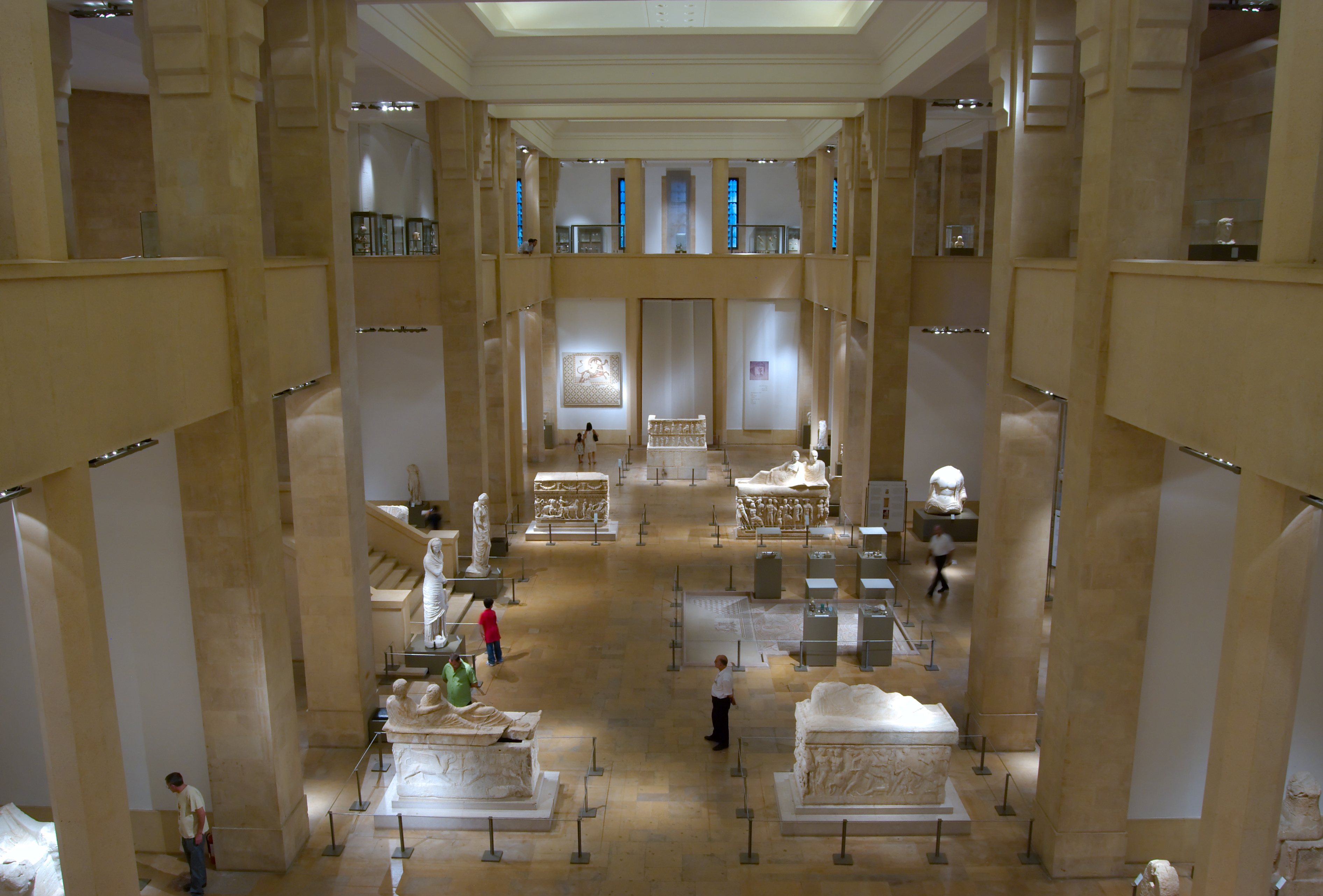
المتحف من الداخل

صُمِم المتحف على نظام إحياء العمارة المصرية ذات الطابع الفرنسي، بواسطة المهندسين المعمارين أنطوان نحاس وبيار لوبرنس رينجي، وبني من الحجر الجيري اللبناني من المغرة، وهو يضم قبوًا وطابقًا أرضيًا ومشرفًا ومصطبةً، وغُطيت الكتلة المركزية بسقف زجاجي فوق الطابق النصفي وفر إضاءة علوية طبيعية.
تبلغ مساحة الموقع بأكمله حوالي 5500 مᒾ أو (59,000 قدمᒾ)، ويبلغ إجمالي مساحة أرض المعرض 6000 مᒾ أو (65,000 قدمᒾ)، وتشغل المرافق والمكاتب الإدارية المجاورة مباشرة حوالي 1000 مᒾ أو (11,000 قدمᒾ) تقريباً.

## المجموعات
يعرض المتحف الوطني في بيروت حاليًا 1300 قطعة أثرية من مجموعته التي كانت تضم حوالي 100,000 قطعة. يتبع العرض دائرة زمنية تبدأ من عصور ما قبل التاريخ وتنتهي بالعصر العثماني، تبدأ الدائرة في الطابق الأرضي حيث تُعرض 83 قطعة كبيرة تشمل نعوشًا وتماثيل وفسيفساء. يعرض كل من الجناح الأوسط والجناح الأيمن محتويات من المرحلة الرومانية-البيزنطية سليمة بكل تفاصيلها.
وعلى جانبي الجناح الأوسط توجد أربعة نواويس من القرن الثاني الميلادي وجدت في صور داخل مقبرة جماعية كبيرة كانت تضم أيضًا عشرات القبور الأخرى اكتشفها الأمير موريس شهاب. هذه النواويس من أكثر المحتويات روعة في المتحف، يوجد على الأول منها نقوش تماثيل مترنحة لإله الحب كيوبيد وعلى الثاني نقوش لمعارك الإغريق، وعلى الناووسين الباقيين نقوش من أسطورة أخيل، ويوجد أيضًا نماذج لأشكال هندسية صخرية من المدرج الروماني في بعلبك.
على الجانب الأيسر من الردهة الوسطى يُعرض عرش أشمون ومعه ستة عروش صغيرة للربة عشتروت وعليها عدة نقوش لأبي الهول المجنح من الحقبتين الفارسية والرومانية اكتُشفت في عدة أماكن أثرية بلبنان، أما في عمق اليسار من الردهة نفسها فيقف تمثال ضخم كلسي الحجر مصري التصميم وُجِد في جبيل وهو من صنع محلي وتاريخه غير محدد، وعلى نصفه الأسفل آثار حروق تشير إلى تعرض المكان ذات يوم لحريق كبير، كما يوجد في الناحية نفسها من الردهة ناووس مرمري من مكتشفات جبيل عليه نقوش فينيقية ويعود إلى القرن الرابع قبل الميلاد. أما إلى يسار المدخل فيوجد أثر خشبي واحد وهو قطعة من خشب الأرز تشير إلى الميزة الدهرية المتينة التي جعلت خشب الأرز يلعب دورًا رئيسًا في تجارة صور وصيدا وجبيل.
تبقى جبيل القديمة من أبرز مصادر كنوز المتحف، فهي من أقدم وأهم المدن الفينيقية، ففي الجناح قبور الملوك التي تحوي تيجانًا وأكاليل ودروعًا وصولجانات وأسلحة ذهبية مرصعة جميعًا، كما يوجد إناء زجاجي بركاني أسود وصندوق مذهب وهدايا من الفراعنة، إضافة إلى فؤوس ذهبية وبرونزية ذات فتحات وإناء ذهبي وخنجر مرصع بالذهب والفضة والعاج معًا.
وبهذه المعروضات الفنية الدقيقة واجهتان: الأولى نماذج من القماش المصبوغ بالأرجوان الذي أصله من الحلزون البحري، والأخرى آثار من مشوهات الحرب كبقع ذائبة من الزجاج أو حجارة محروقة أو قطع حديدية مفتولة وهي صورة عما اقترفته الحرب في التراث التاريخي اللبناني وعما واجهت مهمة إعادة تأهيل المتحف من صعوبات.
يعرض الطابق العلوي 1243 قطعة أثرية صغيرة ومتوسطة الحجم مرتبة بترتيب زمني وموضوعة في واجهات العرض الحديثة ذات الإضاءة الرقيقة والنظارات المكبرة التي تؤكد على الجانب الجمالي من القطع الأثرية.

### حقبة ما قبل التاريخ

رأس سهم من عصر ما قبل التاريخ.

تحتوي المجموعة قطعًا أثرية من عصر ما قبل التاريخ من المجتمعات المبكرة للصيادين والمزارعين بدءًا بالعصر الحجري القديم الأدنى (من مليون إلى 150,000 سنة قبل الميلاد) وحتى العصر الحجري الحديث (9000 - 3200 قبل الميلاد) مثل رؤوس الحِرَاب والصوَّان والخطاطيف والآنية الفخارية والتي عُثر عليها في الكهوف والملاجئ الصخرية في جميع أنحاء الأراضي اللبنانية، لقد مُسح ما يقرب من خمسمئة موقع من عصور ما قبل التاريخ في لبنان ككل وحوالي خمسين موقعًا في بيروت نفسها.

### العصر البرونزي

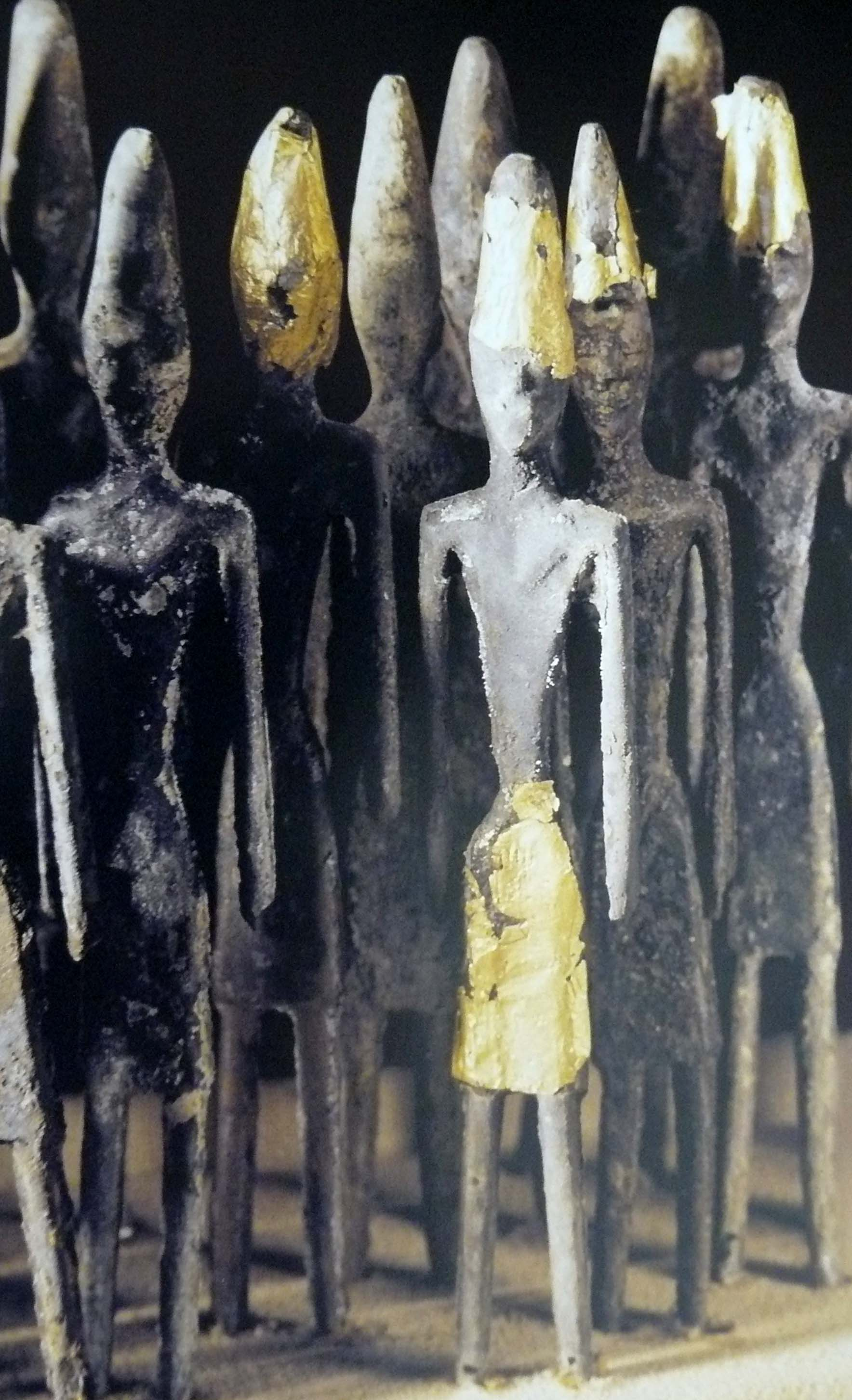
تماثيل برونزية مذهبة صنعت كقرابين تعود لما بين القرن 18 ق م والقرن 19 ق م قبل الميلاد

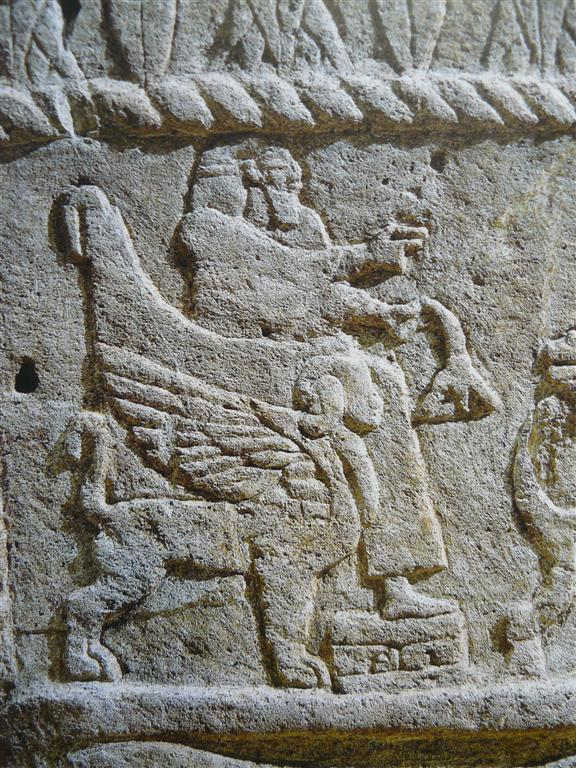
جزء تفصيلي من نعش الملك أحيرام

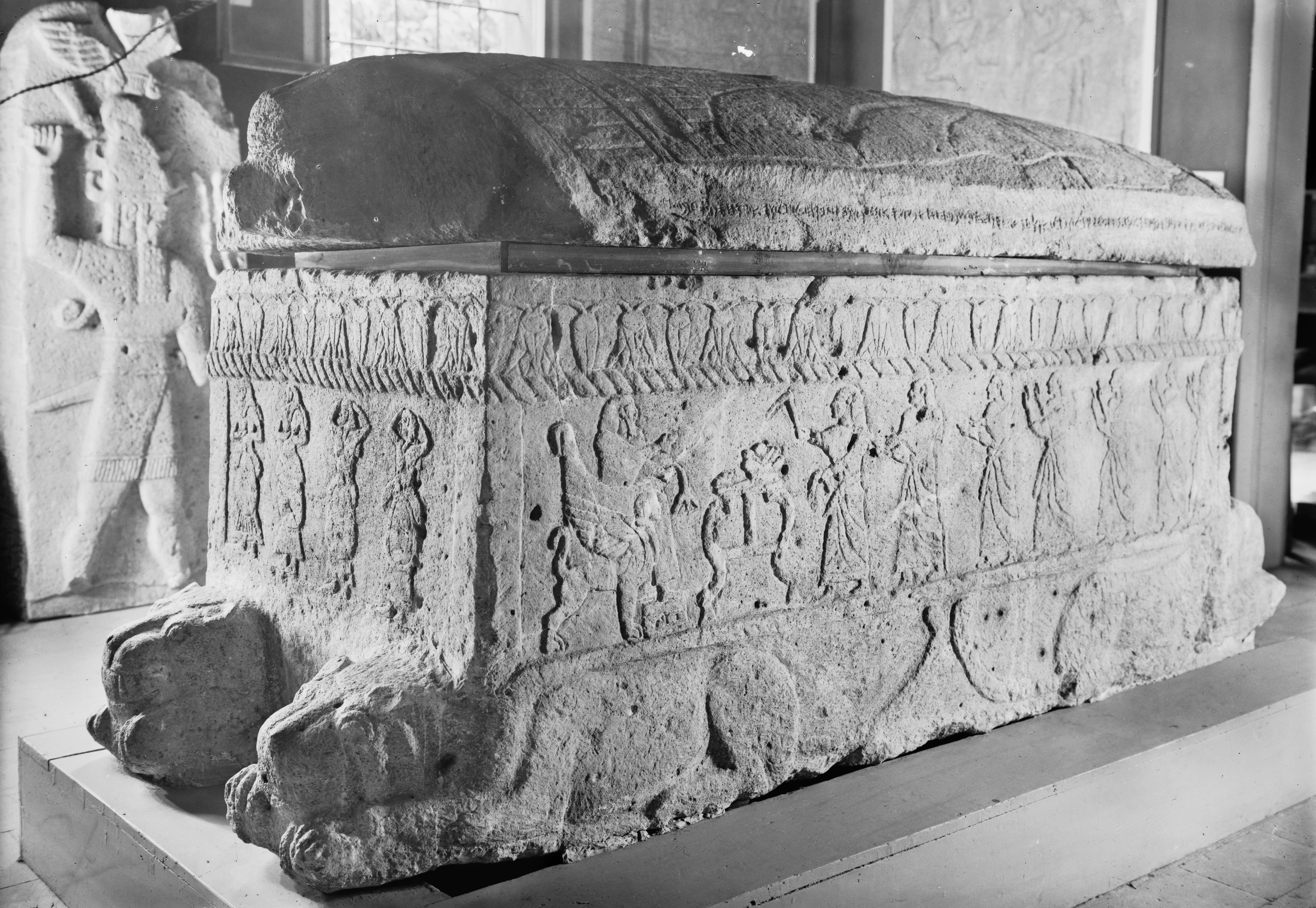
نعش من الحجر الجيري للملك أحيرام عُثر عليه في جبيل ويعود لما بين القرنين العاشر والحادي عشر قبل الميلاد

شهد العصر البرونزي (3200-1200 قبل الميلاد) ولادة أوائل القرى المحصنة في لبنان وتطوير الأنشطة التجارية والبحرية واختراع الأبجدية الأولى في العالم في أوغاريت بسوريا، وجبيل، وتشمل هذه المجموعة درة مقتنيات المتحف، ألا وهو تابوت الملك أحيرام الذي يحمل أقدم نص مكتوب بالأبجدية الفينيقية.
أهم مقتنيات هذه الحقبة:
- نعش الملك أحيرام من الحجر الجيري عُثر عليه بمقبرة جبيل الملكية، ويعود إلى القرن العاشر قبل الميلاد.[20][40]
- تماثيل صغيرة صنعت كقرابين من البرونز المذهب عُثر عليها بمعبد مسلة في جبيل تعود لما بين القرنين الثامن عشر والتاسع عشر قبل الميلاد.
- سكين مزخرفة بالذهب والعاج عُثر عليه بمعبد المسلة في جُبيل، ويرجع إلى ما بين القرنين الثامن عشر والتاسع عشر قبل الميلاد.
- بِلَط مُثَقَّبة من الذهب عُثر عليها بمعبد المسلة في جبيل ترجع إلى ما بين القرنين الثامن عشر والتاسع عشر قبل الميلاد.
- تاج وصولجان الملك «إب شيمو» مصنوع من الذهب والبرونز عُثر عليها بالمقبرة الملكية في جُبيل يرجعان إلى القرن الثامن عشر قبل الميلاد.[44]
- مجموعة مجوهرات الملك «أبي شيمي» من الذهب والأحجار الكريمة عُثر عليها بالمقبرة الملكية بجُبيل، ترجع إلى القرن الثامن عشر قبل الميلاد.[44]
- تمثال صغير لرشف من البرونز المُذهب. عُثر عليه بمعبد مسلة في جبيل ويرجع إلى ما بين القرنين الثامن عشر والتاسع عشر قبل الميلاد.
- عُلبة مستحضرات تجميل على شكل بطة من العاج من صَيدا ترجع إلى القرن الرابع عشر قبل الميلاد.[42][45]

### العصر الحديدي
شهد العصر الحديدي (1200 - 333 ق.م) في لبنان ذِروة الحضارة الفينيقية التي بلغت أوجها في التوسع البحري وانتقالها إلى ثقافات أخرى من الأبجدية، وخلال هذه الفترة -بعد حقبة الحكم الذاتي- أصبحت مدن المنطقة تحت السيطرة الآشورية ثم البابلية ثم الفارسية. أثرت الحضارات المُتعاقبة على المصنوعات الفينيقية كالخزف والمجوهرات والعاج والتماثيل والنعوش.
تشمل أهم مقتنيات هذه المجموعة ما يلي:
- مجموعة فورد من توابيت بشرية رخامية تعود إلى القرن الرابع قبل الميلاد.
- تماثيل قرابين من معبد أشمون مصنوعة من الرخام عُثر عليها ببستان الشيخ تعود إلى القرن الرابع قبل الميلاد.
- تماثيل نصفية بقرون ثيران مصنوعة من الرخام من صيدا ترجع إلى القرن الخامس قبل الميلاد.[44]

### الحقبة الهلنستية

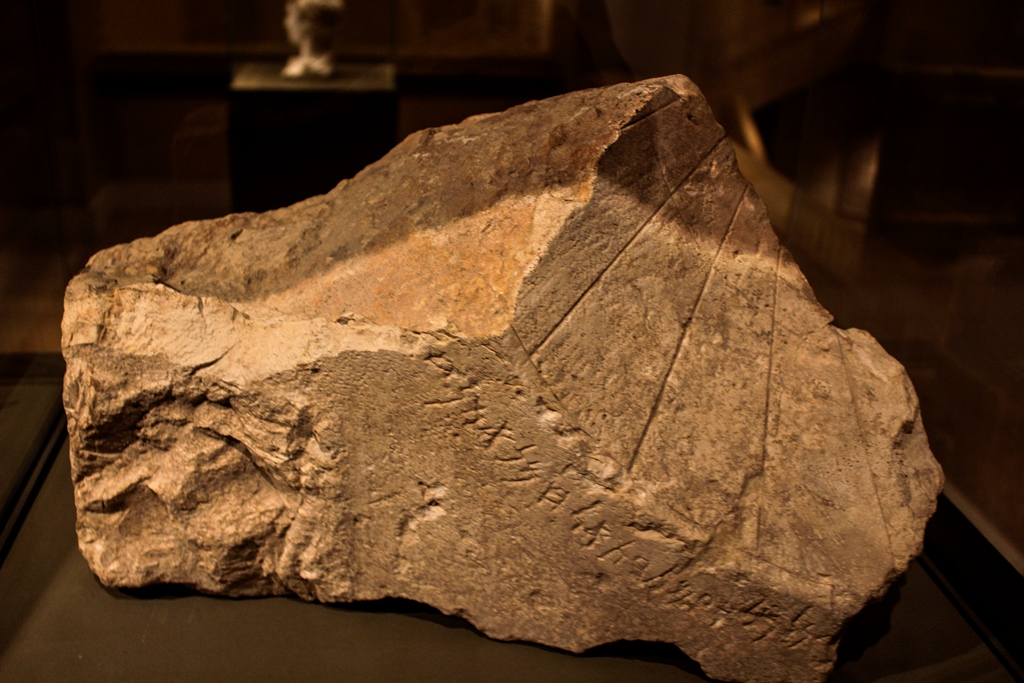
حجر جيري مزخرف بنقوش من أم العمد

نقش جداري من معبد الإله أشمون.

بدأت الحقبة الهلنستية (333 ق م-64 ق م) بالانتصار الساحق الذي حققه الإسكندر الأكبر على الشاه الفارسي دارا الثالث ما مكَّن الفاتح اليوناني من فتح فينيقيا.
عقب وفاة الإسكندر خضعت فينيقيا لأول مرة لحكم البطالمة في مصر، وبعد معركة بانيوم خضعت لحكم السلوقيين من بلاطهم في أنطاكية، ألغى السلوقيون الملكيات المحلية وعينوا حُكَّامًا (يحملون أسماء يونانية) لحكم المدن الفينيقية.
أصبح النفوذ اليوناني الذي شق طريقه إلى فينيقيا خلال الفترة الفارسية أقوى في هذه المرحلة، حيث تظهر التماثيل الصغيرة الموجودة في الخرايب تأثير حضارة بحر إيجة على الحرفيين المحليين. تفاعلت الثقافة الهلينية اليونانية مع الطبقة السكانية المحلية الراقية التي بقيت وفية لآلهتها ولغتها وثقافتها، وأسفر ذلك عن تلاقحٍ فني ومعماري وثقافي يتضح بشكل أفضل في تحف أم العمد وبستان الشيخ. هذا الامتزاج الثقافي هو ما أطلق عليه الهلنستية.
تشمل أهم مقتنيات هذه الحقبة:
- مزار معبد أشمون: المصنوع من الرخام والموجود ببستان الشيخ قرب صيدا ويعود لعام 350 قبل الميلاد.
- تمثال أفروديت: المصنوع من الرخام ببيروت.
- التماثيل الصغيرة للآلهة اليونانية: المصنوعة من الصلصال بالخرايب.[42]

### الحقبة الرومانية

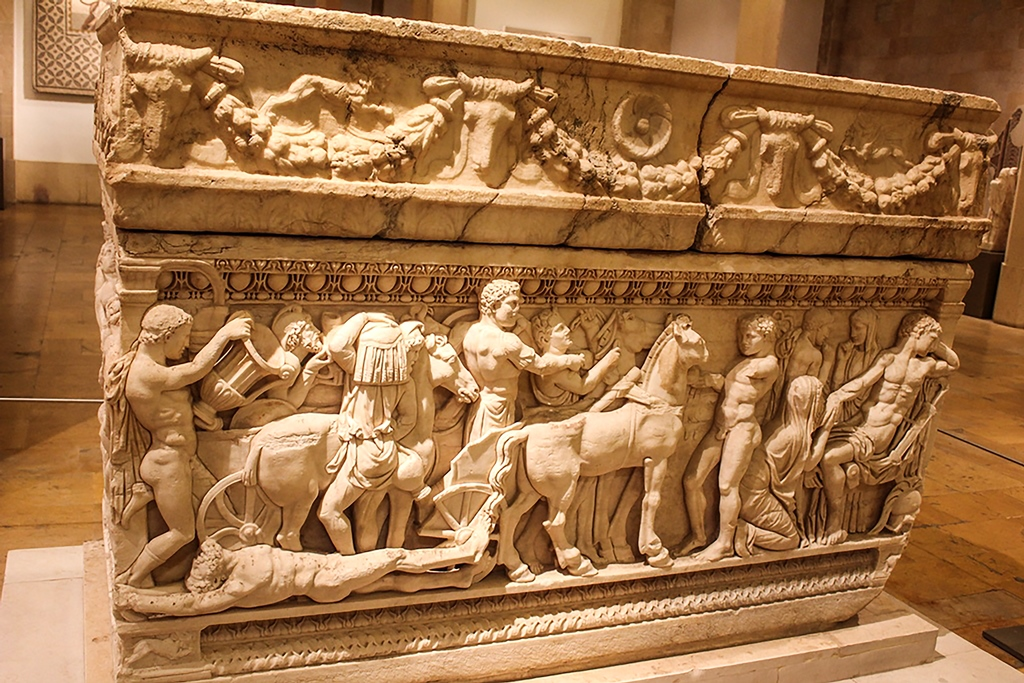
تابوت يبين أسطورة أخيل

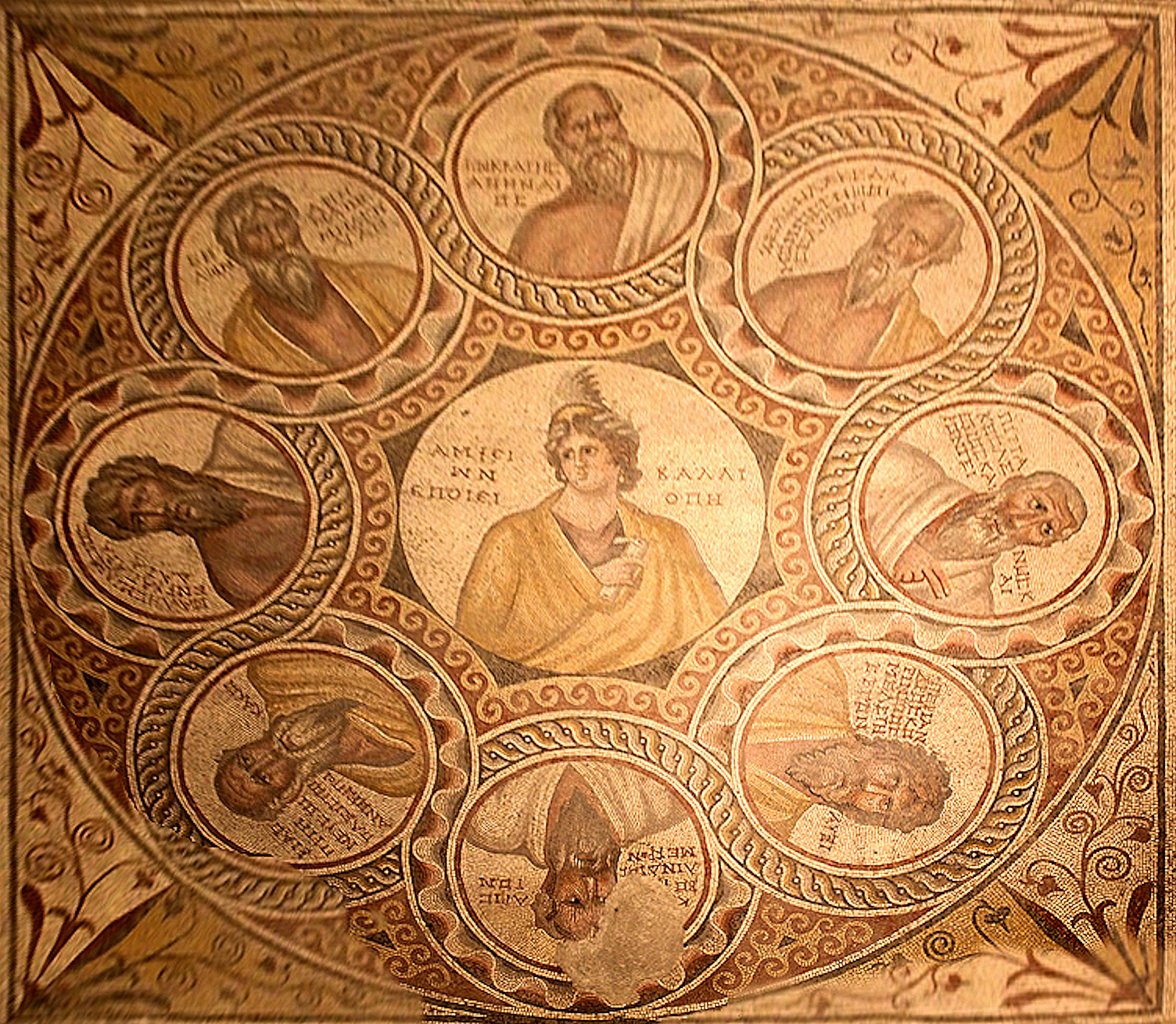
فسيفساء الحكماء السبع: قليوب محاطًا بسقراط وسبعة حكماء (بعلبك القرن الثالث الميلادي)

عام 64 ق م وضعت الحملة العسكرية للقائد الروماني بومبيوس الكبير حدًا للفوضى السائدة في الإمبراطورية السلوقية وأصبحت فينيقيا جزءًا من العالم الروماني، لكن الحروب الأهلية الرومانية استمرت في تعطيل المنطقة حتى سنة 31 ق م. بعد ذلك في عهد أغسطس هيمنت باكس رومانا على المنطقة، وشاعت التجارة الدولية وتطورت الصناعات المحلية للفضة والزجاج والمنسوجات والسيراميك.
تشمل أبرز ما تحتويه مجموعة الفترة الرومانية (64 قبل الميلاد - 395 م) ما يلي:
- تابوت أخيل: المصنوع من الرخام. اكتُشف في صور ويعود للقرن الثاني الميلادي.
- تابوت إله الحب السكران عند اليونان المصنوع من الرخام. اكتُشف في صور في القرن الثاني الميلادي.
- فسيفساء أوروپية مُختطفة: اكتُشفت في جبيل ويعود للقرن الثالث الميلادي.
- تمثال هيجيا: المصنوع من الرخام، اكتشف في جبيل.
- فسيفساء قليوب والحكماء السبع: كانت ذات يوم تزّين غرفة الطعام في صرحٍ روماني فخم في بعلبك.[40] تعود للقرن الثالث الميلادي.
- تمثال ديونيسوس: المصنوع من الرخام. وجد في صُور ويعود للقرن الثالث الميلادي.

كما استُعِيد من المعبد الروماني في نيحا-البقاع نصبٌ لمذبحٍ حجري مزّينٍ بنقوش سوداءَ مقامٍ في الطابق الأرضي من المتحف مع مقتنيات تعود إلى الألفين الأول والثاني قبل الميلاد.

### الحقبة البيزنطية

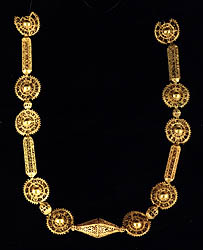
إحدى المشغولات الذهبية من عهد الدولة المملوكية.

بعد وفاة ثيودوسيوس الأول عام 395م قسمت الإمبراطورية الرومانية إلى إمبراطوريتين غربية وشرقية. ارتبطت المدن الفينيقية بالأخيرة وتحولت إلى المسيحية -التي غدت دين الدولة عام 392م- حيث أمر الإمبراطور بتدمير المعابد الوثنية، لكن الطوائف التي عبدت أدونيس وجوبيتر ظلت موجودة ونجت بشكل ما لعدة قرون.
تشمل القطع الأثرية من الفترة البيزنطية (395 - 636) ما يلي:
- فسيفساء «الغيرة»: في بيروت.
- عناصر مِحراب الكنيسة: المصنوعة من الرخام في بيروت.
- مجموعة من العملات والمجوهرات.

### العصر الإسلامي (من الفتح إلى عهد المماليك)
اكتمل الفتح الإسلامي للبنان عام 637م حيث انتعش التوسع –الذي كان متباطئًا- في المدن الساحلية بعد زلازل القرن السادس الميلادي خلال العصر الأموي وأظهرت موانئها وأحواض بناء السفن نشاطًا جديدًا، كما شهدت المناطق النائية أعمال ري واسعة النطاق بهدف الزراعة.
تأثر لبنان بشكل مباشر بتداول السلطة بين الأمويين والعباسيين والفاطميين ومن تلاهم حتى المماليك، وخلال هذه الفترة الطويلة انتشر الإسلام انتشارًا واسعًا فيه. تشمل القطع الأثرية التي تعود إلى العصر الإسلامي (636 - 1516) القطع النقدية والمجوهرات الذهبية وأوعية الفخار الصقيلة.

## المنشورات
بدأ موريس شهاب في عام 1936 بإصدار أول مطبوعات المتحف، وهي «نشرة متحف بيروت» التي وصلت إلى 36 مجلداً قبل أن يتوقف النشر عام 1986 بسبب الحرب الأهلية، وقد غطت المجلة الاكتشافات الأثرية والمواقع والحضارات القديمة، وعام 1995 استأنف المتحف وجمعية الأصدقاء اللبنانيين البريطانيين للمتحف الوطني نشر مجلة نصف سنوية بعنوان «الآثار والتاريخ في لبنان»، وتعد «نشرة الآثار والعمارة اللبنانية» (BAAL) مجلة سنوية تصدر عن المديرية العامة للآثار بالتعاون مع وزارة الثقافة اللبنانية حفاظًا على تقليد نشرة متحف بيروت، وقد صدر المجلد الأول من النشرة عام 1996 حيث تنشر المجلة الأوراق البحثية وتقارير عن الحفريات والدراسات والتقارير الأثرية.

## معرض الصور

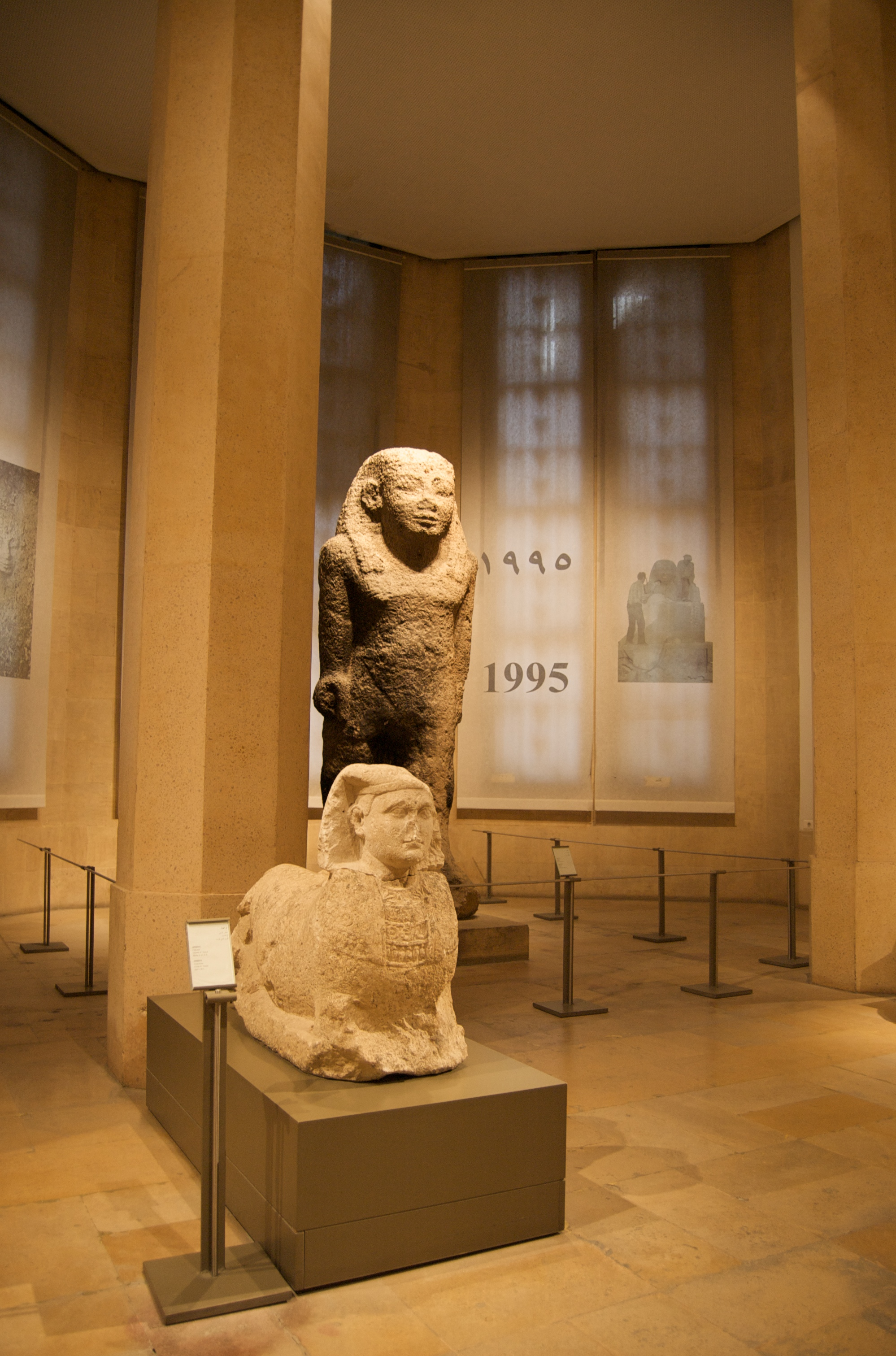
بعض الاثار في المتحف
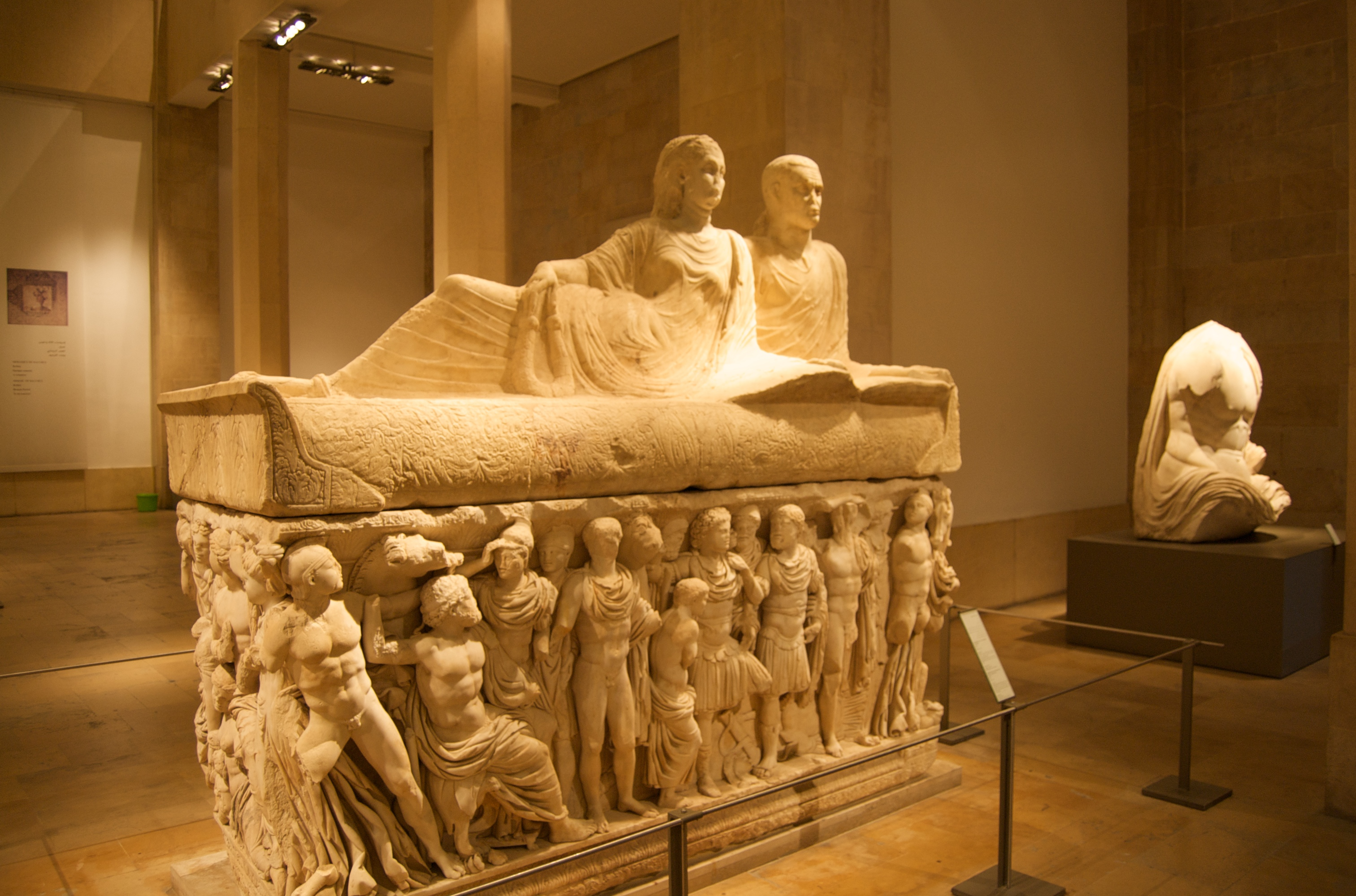
المقابر القديمة المعروضة في المتحف
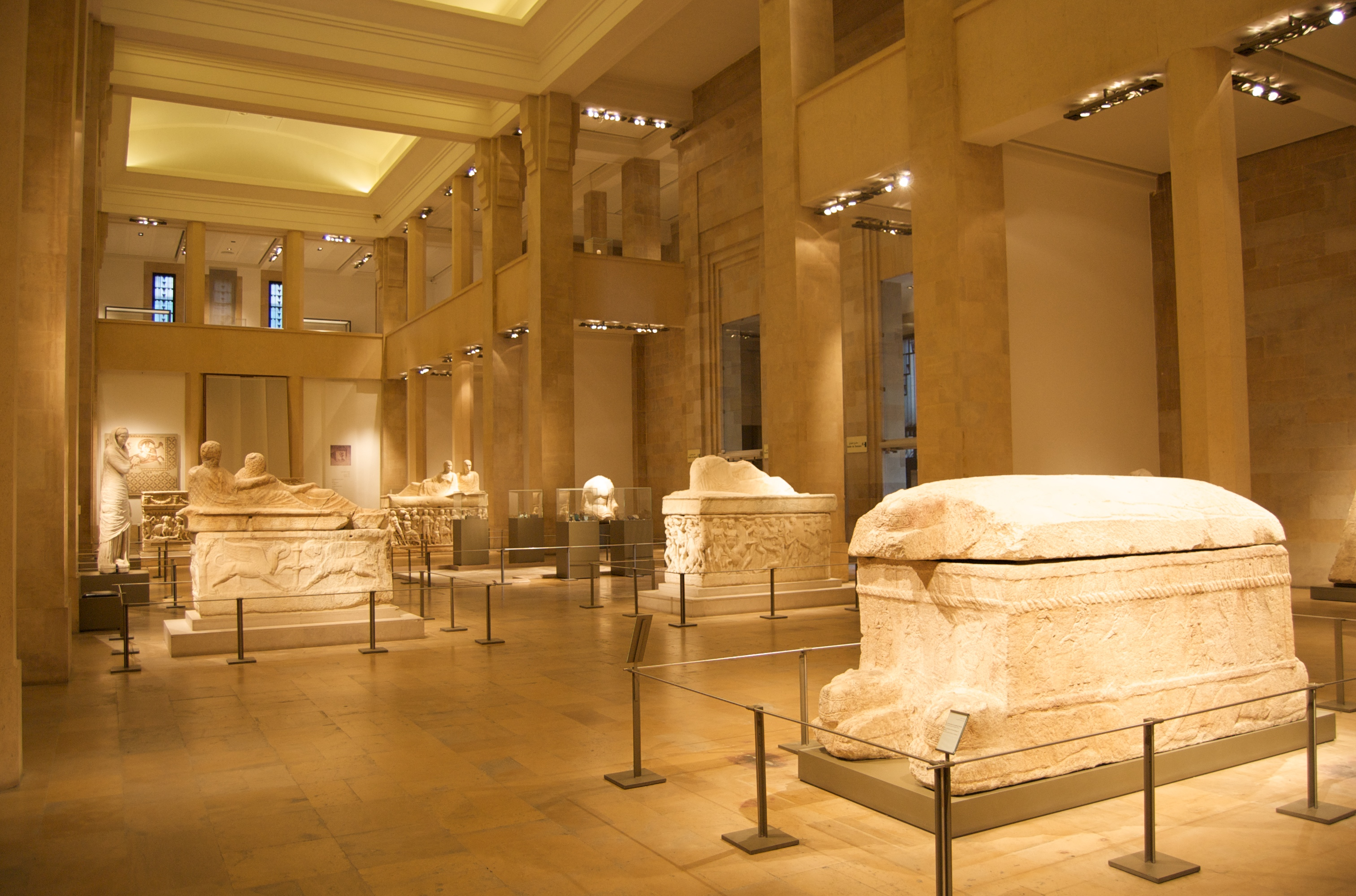
جانب من المتحف

## وصلات خارجية
- متحف بيروت الوطني
- بانوراما 360 لمتحف بيروت الوطني
- متحف بيروت الوطني، قناة النهار، 12 سبتمبر 2009
- الأصدقاء البريطانيين اللبنانيين للمتحف الوطني
- المتحف الوطني، اكتشف لبنان